# 여자친구로 삼으려고 학생회장을 꼭 닮은 여자아이를 연성했다가 내가 하인이 됐습니다
《여자친구로 삼으려고 학생회장을 꼭 닮은 여자아이를 연성했다가 내가 하인이 됐습니다》(恋人にしようと生徒会長そっくりの女の子を錬成してみたら、オレが下僕になっていました)는 츠키미 소우헤이에 의한 일본의 라이트 노벨이다. 일러스트는 사쿠라네코 담당한다. 이치진샤 문고(이치진샤)에서 간행되고 있다.

## 줄거리
틀:엄마가없다

## 등장 인물
알렉
연금술학교에 다니는 유일한 남학생.
아멜리아
알렉이 연성한 소녀.
파멜라
아멜리아의 모델이 된 소녀. 학생회장.

## 간행 목록
- 이치진샤 문고

1. 2012년 8월 18일 - [[:ja:Special:BookSources/9784758043458|ISBN 978-4-7580-4345-8]]
2. 2013년 1월 19일 - [[:ja:Special:BookSources/9784758043991|ISBN 978-4-7580-4399-1]]

- 대원씨아이

1. 2015년 7월 15일 - ISBN 9791133401512
2. 2015년 9월 15일 - ISBN 9791133405749